# Jednostki logistyczne
Jednostki logistyczne – wojskowe jednostki, których głównym zadaniem jest zabezpieczenie pod względem logistycznym działań i działalności innych jednostek wojskowych i instytucji wojskowych ogólnowojskowych lub specjalistycznych.
Jednostki logistyczne mogą być stacjonarne lub mobilne. Można je podzielić także na występujące samodzielnie lub w ramach związków taktycznych ogólnowojskowych lub specjalistycznych.
Jednostkami stacjonarnymi są: rejonowe bazy materiałowe, bazy materiałowo-techniczne, bazy lotnicze, komendy portów wojennych, samodzielne składnice, samodzielne składy, warsztaty techniczne (okręgowe, rejonowe), szpitale wojskowe.
Jednostkami mobilnymi są:
- plutony, kompanie, bataliony zaopatrzenia (przeważnie w ramach związków taktycznych ogólnowojskowych);
- bataliony, pułki i brygady logistyczne;
- plutony, kompanie, bataliony transportowe;
- plutony, kompanie rurociągów dalekosiężnych;
- kompanie, bataliony medyczne;
- pralnie polowe;
- piekarnie polowe;
- kompanie, bataliony remontowe.